# Hawaii pizza

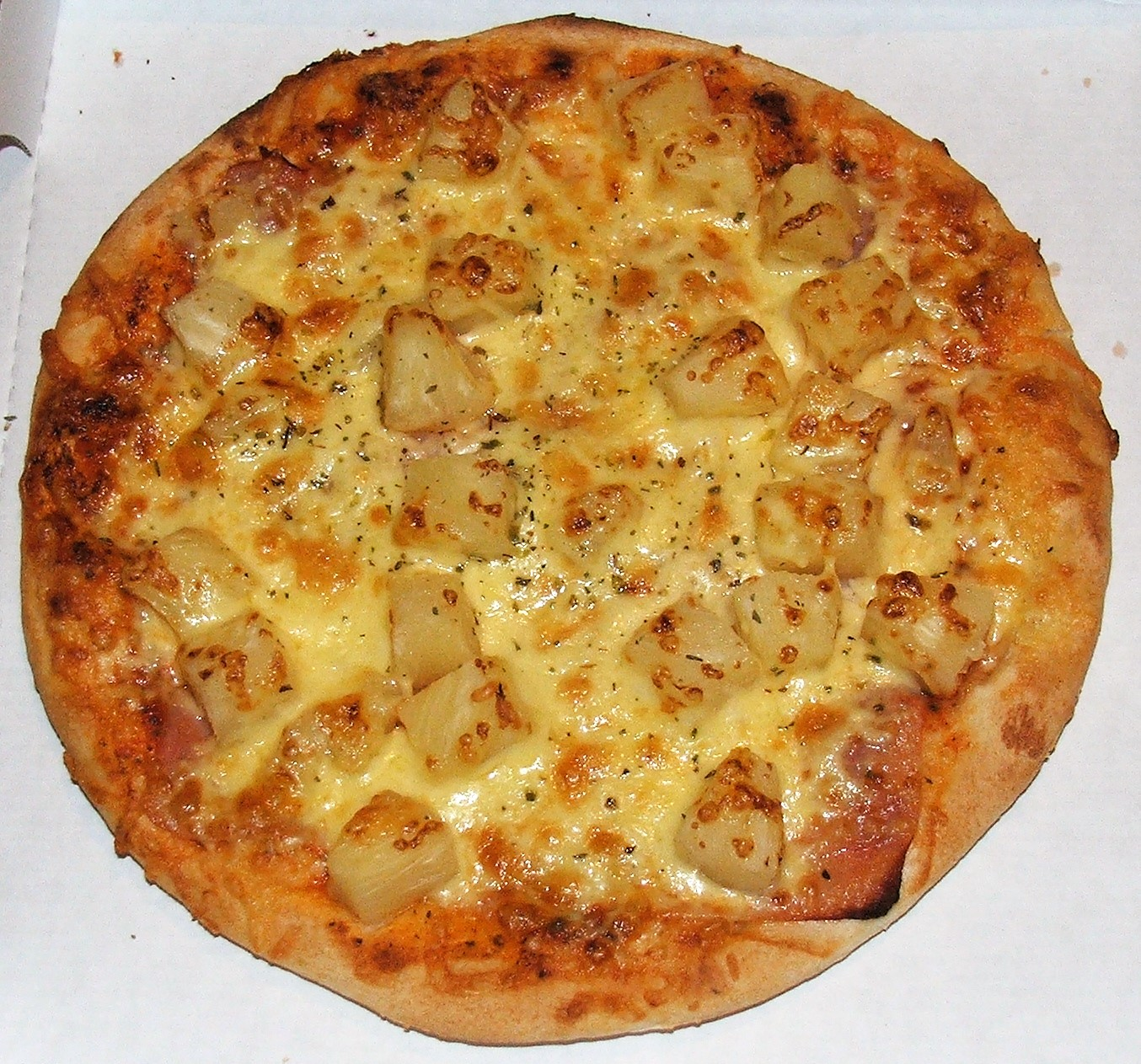
Hawaii pizza

A Hawaii pizza egy paradicsom vagy olykor tejföl-alapú pizzaféle, amire általában sonkaszeleteket és ananászt tesznek feltétnek, és sajtot reszeltnek rá. Olykor bacon is kerül rá, de a sonkás-ananászos változat a leggyakoribb. A Hawaii pizza a legnépszerűbb pizza Ausztráliában, az összes eladott pizza 15%-át teszi ki.
Az elnevezés ellenére a hawaii pizza nem hawaii eredetű. Olaszországban például a hawaii pizzát német találmánynak tartják (vagy legalábbis német hatásnak), hasonlóan a hawaii szendvicshez.
A Village Voice, a National Post, a Toronto Sun, a London Free Press és a The Chatham Daily News újságokban megjelent nyilatkozat szerint Sam Panopoulos azt állította, hogy 1962-ben ő készítette az első hawaii pizzát Chatham város (Ontario állam) Satellite nevű éttermében. Sam Panopoulos a testvérével, Nickkel abban az időben az étterem tulajdonosa volt. A testvérek később a hawaii pizza népszerűségét meglovagolva elkezdték a hawaii burger előállítását.
A hawaii pizzán a sonkát gyakran helyettesítik csirkével vagy - főként az Egyesült Királyságban - pulykával, illetve gyakran helyeznek rá fekete olívabogyót, jalapeño paprikát, paradicsomszeleteket vagy babot. A paradicsomszószt az USA-ban olykor barbecue-szósszal vagy salsa szósszal helyettesítik.